# QUIT30
『QUIT30』（クイット・サーティ）は、TM NETWORKの12枚目のオリジナル・アルバム。2014年10月29日発売。

## 背景
デビュー30周年を記念する、前作『SPEEDWAY』からおよそ7年ぶりのオリジナルアルバムで、ツアー『TM NETWORK 30th 1984～QUIT30』の初日にリリースされた。
ちなみに「QUIT」とは「止める」という意味であり、一旦節目として30周年記念の活動を小休止するという意味合いもあった。
コンセプトは『CAROL 〜A DAY IN A GIRL'S LIFE 1991〜』のプログレッシブ・ロックの精神とglobeのアルバム『LEVEL 4』でのコンセプトである「ソーシャル・ネットワーキング・サービスでの拡散による恩恵と危惧」を組み合わせている。

## 制作
制作姿勢は「最近のEDMのブームでTMに始めて興味を持ってくれた若い人達や、1980年代後半の曲だけ知っているという人達にも楽しんでもらえるような、わかりやすい曲作り」を意識した。一方、ずっとTMを追い続けた深いファン達が深掘りして聴いて、喜ぶ部分も作り込むように心がけた。
本作は2枚組CDとDVDのセット、2枚組CD、CDの3形態で販売される。DVDには『I am』『LOUD』のビデオクリップと小室哲哉のインタビュー映像を収録。また、mu-mo shopで購入すると、SPECIAL CDとアナザージャケットがオリジナル特典として付く。
Disc.1にはゲストミュージシャンを招いたトータル22分を超える組曲『QUIT30』(#3～5、#10～14)をはじめ、小室みつ子＆小室哲哉コンビによる書き下ろし(#1、#15)や、松井五郎がシングル『アクシデント (ACCIDENT)』以来29年ぶりに作詞を担当した楽曲(#16)、木根尚登作曲のバラード(#6)などが収録される。また、既発のシングル曲(#2、#8)とそのc/w曲(#7、#9)も新たにアルバムミックスを施して収録。
Disc.2には小室が2011年に制作した『Always be there』のTM NETWORKによる新録バージョン、1988年リリースのアルバム『CAROL 〜A DAY IN A GIRL'S LIFE 1991〜』収録曲の『A Day In The Girl's Life (永遠の一瞬)』『Carol (Carol's Theme I)』『In The Forest (君の声が聞こえる)』『Carol (Carol's Theme II)』の再録、『Alive』のTK MIXバージョンを収録。
2023年12月1日にアナログ盤が発売される。CD盤のDISC 1のみの内容だが2枚組となる。

## チャート成績
オリコンでは初登場8位を記録し、アルバムのトップ10入りは通算21作目。オリジナル作品では、1991年の『EXPO』以来、23年1ヶ月ぶりのトップ10入りとなった。

## 収録曲

### CD盤
| 全編曲: 小室哲哉。 |                                           |            |           |       |
| #                  | タイトル                                  | 作詞       | 作曲      | 時間  |
| 1.                 | 「Alive」                                 | 小室みつ子 | 小室哲哉  | 6:25  |
| 2.                 | 「I am」                                  | 小室哲哉   | 小室哲哉  | 5:12  |
| 3.                 | 「[QUIT30] Birth」                        | 小室哲哉   | 小室哲哉  | 3:57  |
| 4.                 | 「[QUIT30] The Beginning Of The End」     | 小室哲哉   | 小室哲哉  | 5:28  |
| 5.                 | 「[QUIT30] Mist」                         | 小室哲哉   | 小室哲哉  | 1:34  |
| 6.                 | 「STORY」                                 | 小室みつ子 | 木根尚登  | 3:47  |
| 7.                 | 「ある日ある時いつか何処かで」            | 小室哲哉   | 小室哲哉  | 4:42  |
| 8.                 | 「LOUD」                                  | 小室哲哉   | 小室哲哉  | 5:15  |
| 9.                 | 「君がいてよかった」                      | 小室みつ子 | 小室哲哉  | 4:56  |
| 10.                | 「[QUIT30] Glow」                         | 小室哲哉   | 小室哲哉  | 2:14  |
| 11.                | 「[QUIT30] Loop Of The Life」             | 小室哲哉   | 小室哲哉  | 1:37  |
| 12.                | 「[QUIT30] Entrance Of The Earth」        |            | 小室哲哉  | 2:17  |
| 13.                | 「[QUIT30] The Beginning Of The End II」  | 小室哲哉   | 小室哲哉  | 3:19  |
| 14.                | 「[QUIT30] The Beginning Of The End III」 |            | 小室哲哉  | 2:04  |
| 15.                | 「Mission to GO」                         | 小室みつ子 | 小室哲哉  | 4:29  |
| 16.                | 「If you can」                            | 松井五郎   | 小室哲哉  | 4:04  |
| 合計時間:          | 合計時間:                                 | 合計時間:  | 合計時間: | 61:20 |

| 全編曲: 小室哲哉。 |                                           |            |           |       |
| #                  | タイトル                                  | 作詞       | 作曲      | 時間  |
| 1.                 | 「Always be there」                       | 小室哲哉   | 小室哲哉  | 5:56  |
| 2.                 | 「[CAROL 2014] A Day In The Girl’s Life」 | 小室哲哉   | 小室哲哉  | 4:13  |
| 3.                 | 「[CAROL 2014] Carol (Carol’s Theme I)」  | 小室哲哉   | 小室哲哉  | 2:50  |
| 4.                 | 「[CAROL 2014] In The Forest」            | 小室みつ子 | 小室哲哉  | 3:00  |
| 5.                 | 「[CAROL 2014] Carol (Carol’s Theme II)」 | 小室みつ子 | 小室哲哉  | 4:33  |
| 6.                 | 「Alive (TK Mix)」                        | 小室みつ子 | 小室哲哉  | 8:32  |
| 合計時間:          | 合計時間:                                 | 合計時間:  | 合計時間: | 29:04 |

### アナログ盤
| 全編曲: 小室哲哉。 |           |            |           |       |
| #                  | タイトル  | 作詞       | 作曲      | 時間  |
| 1.                 | 「Alive」 | 小室みつ子 | 小室哲哉  | 6:25  |
| 2.                 | 「I am」  | 小室哲哉   | 小室哲哉  | 5:12  |
| 合計時間:          | 合計時間: | 合計時間:  | 合計時間: | 11:37 |

| #         | タイトル                              | 作詞      | 作曲      | 時間  |
| --------- | ------------------------------------- | --------- | --------- | ----- |
| 3.        | 「[QUIT30] Birth」                    | 小室哲哉  | 小室哲哉  | 3:57  |
| 4.        | 「[QUIT30] The Beginning Of The End」 | 小室哲哉  | 小室哲哉  | 5:28  |
| 5.        | 「[QUIT30] Mist」                     | 小室哲哉  | 小室哲哉  | 1:34  |
| 合計時間: | 合計時間:                             | 合計時間: | 合計時間: | 10:59 |

| #         | タイトル                       | 作詞       | 作曲      | 時間  |
| --------- | ------------------------------ | ---------- | --------- | ----- |
| 6.        | 「STORY」                      | 小室みつ子 | 木根尚登  | 3:47  |
| 7.        | 「ある日ある時いつか何処かで」 | 小室哲哉   | 小室哲哉  | 4:42  |
| 8.        | 「LOUD」                       | 小室哲哉   | 小室哲哉  | 5:15  |
| 9.        | 「君がいてよかった」           | 小室みつ子 | 小室哲哉  | 4:56  |
| 合計時間: | 合計時間:                      | 合計時間:  | 合計時間: | 18:40 |

| #         | タイトル                                  | 作詞       | 作曲      | 時間  |
| --------- | ----------------------------------------- | ---------- | --------- | ----- |
| 10.       | 「[QUIT30] Glow」                         | 小室哲哉   | 小室哲哉  | 2:14  |
| 11.       | 「[QUIT30] Loop Of The Life」             | 小室哲哉   | 小室哲哉  | 1:37  |
| 12.       | 「[QUIT30] Entrance Of The Earth」        |            | 小室哲哉  | 2:17  |
| 13.       | 「[QUIT30] The Beginning Of The End II」  | 小室哲哉   | 小室哲哉  | 3:19  |
| 14.       | 「[QUIT30] The Beginning Of The End III」 |            | 小室哲哉  | 2:04  |
| 15.       | 「Mission to GO」                         | 小室みつ子 | 小室哲哉  | 4:29  |
| 16.       | 「If you can」                            | 松井五郎   | 小室哲哉  | 4:04  |
| 合計時間: | 合計時間:                                 | 合計時間:  | 合計時間: | 20:04 |

### DVD
| #  | タイトル                             | 作詞 | 作曲・編曲 |
| -- | ------------------------------------ | ---- | ---------- |
| 1. | 「I am」(Music Video)                |      |            |
| 2. | 「LOUD」(Music Video)                |      |            |
| 3. | 「Tetsuya Komuro Special Interview」 |      |            |

### mu-moショップ オリジナル特典 SPECIAL CD
| 全編曲: 小室哲哉。 |                            |           |           |      |
| #                  | タイトル                   | 作詞      | 作曲      | 時間 |
| 1.                 | 「Mission to GO (TV Mix)」 |           | 小室哲哉  | 4:27 |
| 合計時間:          | 合計時間:                  | 合計時間: | 合計時間: | 4:27 |

## 曲解説

### Disc.1
1. Alive
アルバムリード曲。日本テレビ系『ミュージックドラゴン』2014年11月度オープニングテーマ[5]。
2014年10月24日放送のフジテレビ系『どぅんつくぱ〜音楽の時間〜』でテレビ初披露された。
小室みつ子が作詞に苦労した楽曲。何度も書きなおされ完成した。
2. I am
38thシングル。表記は無いが、アルバムミックスとなっている。
3. [QUIT30] Birth
4. [QUIT30] The Beginning Of The End
5. [QUIT30] Mist
トータルで22分を超える組曲。当初は1曲として収録される予定だったが、結果的に8トラックに分けて収録されることとなった。
ギターは元メガデスのマーティ・フリードマン、ベースは美久月千晴、ドラムスは村石雅行が担当。
元となるトラックは小室が即興で作り上げた[6]。
6. STORY
本作で唯一、木根が作曲を担当した楽曲。
詞曲共にアルバム完成の2ヶ月以上前に出来上がっており、小室みつ子が本作の中で最初に作詞をした曲[7]。
7. ある日ある時いつか何処かで
39thシングル『LOUD』のカップリング曲。表記は無いが、アルバムミックスとなっている。
8. LOUD
39thシングル。表記は無いが、アルバムミックスとなっている。
9. 君がいてよかった
38thシングル『I am』のカップリング曲。表記は無いが、アルバムミックスとなっており、ギターが追加されている。
10. [QUIT30] Glow
11. [QUIT30] Loop Of The Life
12. [QUIT30] Entrance Of The Earth
13. [QUIT30] The Beginning Of The End II
14. [QUIT30] The Beginning Of The End III
15. Mission to GO
mu-moショップ オリジナル特典 SPECIAL CDに収録の同曲「TV Mix」はいわゆるインスト（＝オリカラ）バージョンとなっている。これまでライヴでは演奏されてなかったが、2023年のライヴツアー『40th FANKS intelligence Days 〜DEVOTION〜』にて初演奏した。
16. If you can
3rdシングル『ACCIDENT』以来29年ぶりに松井五郎が作詞を担当。

### Disc.2
1. Always be there
国連"Friend's Whistle!"プロジェクトの支援ソングとして小室が2011年に作詞作曲した楽曲のTM NETWORKバージョン。
イベントに出演した坂本美雨やMay J.も本楽曲をレコーディングしているが、音源化はされていない。
2. [CAROL 2014] A Day In The Girl’s Life
6thアルバム『CAROL 〜A DAY IN A GIRL'S LIFE 1991〜』収録曲の再録。
3. [CAROL 2014] Carol (Carol’s Theme I)
6thアルバム『CAROL 〜A DAY IN A GIRL'S LIFE 1991〜』収録曲の再録。
4. [CAROL 2014] In The Forest
6thアルバム『CAROL 〜A DAY IN A GIRL'S LIFE 1991〜』収録曲の再録。
5. [CAROL 2014] Carol (Carol’s Theme II)
6thアルバム『CAROL 〜A DAY IN A GIRL'S LIFE 1991〜』収録曲の再録。
6. Alive (TK Mix)
本アルバムのリードトラックのリミックスバージョン。

## クレジット

### レコーディングメンバー
- 小室哲哉 : Keyboards, Synthesizer, Chorus
  - 使用機材 - reFX NEXUS2、KV331 Audio SynthMaster、Tone2 Electra2[1]
- 宇都宮隆 : Vocals, Chorus
- 木根尚登 : Guitar, Chorus
- 松尾和博 : Guitar
- Mike Smith : Guitar (Disc-1:#2)
- Marty Friedman : Guitar (Disc-1:#3-#5,#10-#14)(Disc-2:#2-#5)
- 美久月千晴 : Bass (Disc-1:#3-#5,#10-#14)(Disc-2:#2-#5)
- 村石雅行 : Drums (Disc-1:#3-#5,#10-#14)(Disc-2:#2-#5)
- Olivia Burrell : Chorus
- Imani : Chorus

### スタッフ
- Produced : Tetsuya Komuro
- Mixed : Dave Ford
- Mixed : Marti Frederiksen (Disc-1:#2)
- Mixed : Jan Fairchild (Disc-1:#6,#7,#9) (Disc-2:#1)
- Mixed : Dave Way (Disc-1:#8,#16)
- Mixed : Tetsuya Komuro  (Disc-2:#6)
- Mastered : 前田康二
- Recorded : 伊東俊郎
- Synthesizer Programming : 岩佐俊秀
- Art Direction & Design : 今川鉄兵
- Photography : 田川友彦
- A&R : 佐々木淳, さいごうたかし, しらかみひでお
- General Producers : 伊東宏晃, 阿久津明, 樋口慎太郎, 米田英智, 下川大介
- Executive Supervisor : 千葉龍平, 林真司, 竹内成和
- Executive Producer : 松浦勝人

## リリース履歴
2021年12月1日には『DRESS2』とともにavex infinityより紙ジャケット仕様、リマスター音源でBlu-spec CD2にてDisc.1のみの形態でリリースされた。
また2年後となる2023年12月1日にはやはり『DRESS2』とともにアナログLP盤が数量限定でリリースされる。
| No. | 日付           | レーベル      | 規格         | 規格品番                                      | 最高順位 | 備考                                                        |
| --- | -------------- | ------------- | ------------ | --------------------------------------------- | -------- | ----------------------------------------------------------- |
| 1   | 2014年10月29日 | avex trax     | CD           | AVCD-93039（CD1枚組） AVCD-93037-8（CD2枚組） | 8位      |                                                             |
| 1   | 2014年10月29日 | avex trax     | CD・DVD      | AVCD-93035-6/B                                | 8位      |                                                             |
| 2   | 2021年12月1日  | avex infinity | Blu-spec CD2 | AQCD-77509                                    |          | デジタルリマスタリング仕様、紙ジャケット仕様、Disc1のみ収録 |
| 3   | 2023年12月1日  | avex trax     | LP(2枚組)    | AQJH-77609                                    |          | Disc1のみを2枚組のアナログレコード収録                      |